# 自性
自性（じしょう、Svabhava、サンスクリット: svabhāva、パーリ語: sabhāva、チベット文字：རང་བཞིན; ワイリー方式：rang-bzhin)は、物それ自体の独自の本性、もの・ことが常に同一性と固有性とを保ち続け、それ自身で存在するという本体、もしくは独立し孤立している実体のこと。根本的な性質、存在の本質を表す。西洋哲学の実体に相応する概念である。 
自性という概念や用語は、『アヴァドゥータ・ギーター』などの不二一元論の文書、『究竟一乗宝性論』などの大乗仏教の文書、ラーマーヌジャの著作などのヴィシュヌ派の文書や、ゾクチェンの17種の経などの文書にたびたび登場する。 
不二一元論の書『アヴァドゥータ・ギーター』では、自性はブラフマンであるとされている。 
大乗仏教では、自性は「ゴートラ」など仏性などを表現する一連の用語の一つとしても用いられる。

## 仏教における自性
説一切有部では、もの・ことや心理作用の一切を、五位七十五法の法に分かち、その各々の自性を説く。これを批判しつつ大乗仏教が興り、龍樹は、相互否定や矛盾を含む相依に基づく縁起説によって実体的な考えを覆し、自性の否定である「無自性」を鮮明にして、それを「空」に結びつけた。 